# Ngôn Thừa Húc
Ngôn Thừa Húc (tiếng Trung: 言承旭; bính âm: Yán Chéngxù) còn có tên tiếng Anh là Jerry Yan, là một diễn viên người Đài Loan, thành viên nhóm F4. Anh có tên khai sinh là Liêu Dương Chấn.

## Sự nghiệp
Nhờ vai diễn Đạo Minh Tự (tiếng Trung: 道明寺; bính âm: Dào Míngsì) trong phim truyền hình Đài Loan Vườn sao băng (流星花園) và phần tiếp theo (Vườn sao băng 2), Ngôn Thừa Húc đã vang danh tại châu Á. Sau khi loạt phim khép lại, anh cùng với những thành viên khác của F4: Châu Du Dân (Vic Zhou), Ngô Kiến Hào (Vanness Wu), Chu Hiếu Thiên (Ken Zhu) tiếp tục biểu diễn cùng nhau và cho ra đời 3 album phòng thu.
Khi rời F4, anh cũng như các thành viên khác có sự nghiệp solo khá thành công với cả hai vai trò diễn viên và ca sĩ. Năm 2006, anh đóng vai bác sĩ Su Yi Hwa trong bộ phim truyền hình được đánh giá cao của Đài Loan Bạch sắc cự tháp. Ngôn Thừa Húc tiếp tục diễn xuất trong nhiều phim truyền hình khác như Hot Shot (2008) cùng với Ngô Tôn của Phi Luân Hải và phim Chỉ muốn dựa vào em (2010) với Trần Gia Hoa của S.H.E.
Năm 2004, Ngôn Thừa Húc phát hành đĩa nhạc đầu tay mang tên Jerry for You (tiếng Trung: 第一次 - Đệ Nhất Thứ). Bài hát "一公尺" (Một mét) được xếp thứ 86 trong Hit Fm Annual Top 100 Singles Chart (Hit-Fm年度百首單曲) của Hit Fm Đài Loan năm 2004. Đĩa nhạc này được Liên đoàn Công nghiệp ghi âm quốc tế chi nhánh Hồng Kông đánh giá là một trong 10 đĩa nhạc tiếng phổ thông bán chạy nhất của năm tại IFPI Hong Kong Album Sales Awards.

## Đời tư
Ngôn Thừa Húc thừa nhận hẹn hò với Lâm Chí Linh vào ngày 10 tháng 11 năm 2017. Điều này không được xác nhận cũng như phủ nhận bởi Lâm Chí Linh. Tuy nhiên, khoảng một năm sau, Ngôn Thừa Húc từ chối bình luận và Lâm Chí Linh phủ nhận hẹn hò với anh.

## Sự nghiệp điện ảnh

### Phim truyền hình
| Năm  | Tên                             | Tên tiếng Trung | Vai diễn                        | Diễn cùng        |
| ---- | ------------------------------- | --------------- | ------------------------------- | ---------------- |
| 2000 | Great Teacher                   | Ma lạt tiên sư  | 洪明龍(暴龍)                    |                  |
| 2001 | Vườn sao băng                   | 流星花園        | Đạo Minh Tự (道明寺)            | Từ Hy Viên       |
| 2001 | Mưa sao băng                    | 流星雨~道明寺篇 | Đạo Minh Tự (道明寺)            | Từ Hy Viên       |
| 2001 | Love Scar                       | 烈愛傷痕        | 子霖                            |                  |
| 2002 | Come to My Place                | 來我家吧        | 蔡一也                          |                  |
| 2002 | Vườn sao băng II                | 流星花園 II     | Đạo Minh Tự (道明寺)            |                  |
| 2006 | The Hospital                    | 白色巨塔        | Su Yihua (蘇怡華)               | Trương Quân Ninh |
| 2008 | Hot Shot                        | 籃球火          | Dong Fang Xiang (東方翔)        | Châu Kiệt Luân   |
| 2009 | Nước Mắt Của Ngôi Sao (Starlit) | 心星的淚光      | 程岳                            |                  |
| 2010 | Pandamen                        | 熊貓人          | Policeman Chen (陳警探) - cameo | Châu Kiệt Luân   |
| 2010 | Down With Love                  | 就想賴著妳      | Hạng Vũ Bình (項羽平)           | Trần Gia Hoa     |
| 2011 | My Splendid Life                | 我的燦爛人生    | Liu Yuhao (劉宇浩)              |                  |
| 2012 | In Love We Trust                | 真爱就这么难?   |                                 |                  |
| 2014 | Loving, Never Forgetting        | 戀戀不忘        | Li Zhong Mou                    |                  |
| 2015 | My Best Ex-Boyfriend            | 最佳前男友      | Li Tang                         |                  |
| 2016 | Because·Love                    | 真爱就这么难?   | Zhuang Daosheng                 |                  |

### Phim
| Năm  | Tên tiếng Anh                    | Tên tiếng Trung          | Vai diễn          |
| ---- | -------------------------------- | ------------------------ | ----------------- |
| 2004 | Magic Kitchen                    | 魔幻厨房                 | Ho                |
| 2012 | Ripples of Desire                | 花漾                     | Scarface (刀巴）) |
| 2012 | Pandaman Heroic Detective        | 熊猫人                   | Detective Chan    |
| 2014 | Lupin III: Necklace of Cleopatra | 鲁邦三世：埃及艳后的项链 | Michael Lee       |
| 2015 | Our Times                        | 我的少女时代             | Adult Xu Taiyu    |

### Talk Shows
- ABCDEF4 (2001)
- Meteor Dream Garden 流星夢幻樂園 (2002)[7][8]

## Đĩa nhạc

### Đĩa nhạc phòng thu (solo)
| Album # | Album Info | Tracklisting |
| ------- | --- | --- |
| 1st     | Jerry for You (第一次) - Released: ngày 20 tháng 8 năm 2004 - Label: Sony Music Taiwan - Language: Mandarin - Format: Studio album (CD) - Genre: Mandopop                                  | 1. One Meter 一公尺 2. Be A Good Lover 做個好情人 3. Memory Pieces 記憶拼圖 4. Decoration 陪襯品 5. Want to Love You 想要愛你 6. Gravity 地心引力 7. I Want It Now 8. Isolation 隔離 9. Forget Myself 忘了自己 10. Fantasy |
| 2nd     | Freedom (多出来的自由) - Released: ngày 18 tháng 6 năm 2009 - Label: Sony Music Taiwan - Language: Mandarin - Format: Studio album (CD) - Genre: Mandopop                                  | 1. "Thank You" 2. "我會很愛你" [I Will Love You Very Much] (Sony WALKMAN CF Theme Song) 3. "在KTV說愛你" [Say I Love You In KTV] (Korean Drama East of Eden Mandarin opening theme song) 4. "一半" (Yi Ban) [Other Half] (Hot Shot ending theme song( 5. "去闖" [Go For It] 6. "多出來的自由" [Freedom] 7. "黑咖啡日記" [Black Coffee Diary] 8. "Lost Love" 9. "愚人節" [April Fool's] 10. "等你回來" [Wait Till You Come Back] |
| 3rd     | My Secret Lover (我的秘密情人) (New + Collection Album) - Released: ngày 22 tháng 1 năm 2010 - Label: Sony Music Taiwan - Language: Mandarin - Format: Studio album (CD) - Genre: Mandopop | CD1 1. Afraid Of The Dark 怕黑 2. Out Of Favor 失寵 3. Used To Us Being Together 习惯两个人 4. One Meter 一公尺 5. Say I Love You In KTV (Korean Drama "East Of Eden" Opening Theme Song) 在KTV說愛你 6. Memory Pieces 记忆拼图 7. I Cannot Leave You 我没有办法离开妳 8. I've Forgotten 忘了自己 9. Be A Good Lover 做个好情人 10. To Be You 要定妳 11. Isolation 隔离 12. Wait Till You Come Back 等你回来 13. Fantasy 14. Other Half 一半 CD2 1. You Are My Only Persistence 你是我唯一的执着 - opening theme of The Hospital 2. Freedom 多出来的自由 3. I Will Love You 我会很爱妳 4. Black Coffee Diary 黑咖啡日记 5. Gravity 地心引力 6. Only Me 只有我 7. I Want It Now 8. April Fool's 愚人节 9. Lost Love 10. Decoration 陪衬品 11. I Want To Love You 想要爱妳 12. Go For It 去闯 13. I Really Really Love You 我是真的真的很爱妳 14. Thank You |

### Đĩa nhạc của F4
- Meteor Rain (2001)
- Fantasy 4ever (2002)
- Waiting for you (2007)